# Coppa Italia 1977-1978
La Coppa Italia 1977-1978 fu la 31ª edizione della manifestazione calcistica. Iniziò il 21 agosto 1977 e si concluse l'8 giugno 1978.
Il torneo fu vinto dall'Inter, al suo secondo titolo.
Giocata per la settima e ultima volta con la consueta formula dei due gironi eliminatori successivi e finale in gara unica, fu vinta in finale dall'Inter contro il Napoli. Nei rispettivi gironi di semifinale l'Inter aveva eliminato Fiorentina e Torino, mentre il Napoli il Milan e i freschi campioni d'Italia della Juventus. Quest'ultima, priva di quasi tutti i titolari convocati per il Mondiale in Argentina e imbottita di Primavera e riserve, fu battuta al S.Paolo per 5-0 con poker di Savoldi.
Per i nerazzurri si trattò del secondo trionfo nel torneo dopo trentanove anni di distanza dal precedente (annata 1938-1939).
Il capocannoniere del torneo fu il napoletano Beppe Savoldi, con dodici reti segnate in undici gare.

## Primo turno

### Girone 1
| Squadra           | P.ti | G | V | N | P | GF | GS | DR |
| ----------------- | ---- | - | - | - | - | -- | -- | -- |
| 1. Juventus       | 7    | 4 | 3 | 1 | 0 | 8  | 2  | +6 |
| 2. Cesena         | 5    | 4 | 2 | 1 | 1 | 6  | 3  | +3 |
| 3. Brescia        | 4    | 4 | 2 | 0 | 2 | 3  | 4  | -1 |
| 4. Sambenedettese | 2    | 4 | 1 | 0 | 3 | 6  | 9  | -3 |
| 5. Verona         | 2    | 4 | 1 | 0 | 3 | 6  | 11 | -5 |

| Arbitro: | D'Elia (Salerno) |

|  |           |                        |
|  | Marcatori | 4’ Bettega 63’ Benetti |

| Arbitro: | Redini (Pisa) |

|              |           |  |
| Mascetti 30’ | Marcatori |  |

| Arbitro: | Longhi (Roma) |

|  |           |                                  |
|  | Marcatori | 24’ Bettega 63’ (aut.) Bussalino |

| Arbitro: | Lapi (Firenze) |

|                                |           |  |
| Bonci 17’ (rig.) Valentini 71’ | Marcatori |  |

| Torino 28 agosto 1977, ore 20:30 CEST 3ª giornata | Juventus            | 0 – 0 referto | Cesena | Stadio Comunale\| Arbitro: \| Lo Bello (Siracusa) \| |
| Arbitro:                                          | Lo Bello (Siracusa) |               |        |                                                      |

| Arbitro: | Paparesta (Bari) |

|  |           |             |
|  | Marcatori | 4’ Nicolini |

| Arbitro: | Ballerini (La Spezia) |

|                                       |           |              |
| Pozzato 36’ Valentini 54’ Petrini 89’ | Marcatori | 45’ Guidolin |

| Arbitro: | Mattei (Macerata) |

|                                                    |           |                  |
| Tardelli 20’ Boninsegna 23’ Furino 38’ Benetti 45’ | Marcatori | 55’, 90’ Fiaschi |

| Arbitro: | Bergamo (Livorno) |

|                        |           |                     |
| Nicolini 24’ Mutti 49’ | Marcatori | 71’ (rig.) Bertuzzo |

| Arbitro: | Sancini (Bologna) |

|                            |           |                                                     |
| Fiaschi 42’, 80’ Luppi 43’ | Marcatori | 9’ Odorizzi 12’, 50’, 72’ (rig.) Chimenti 75’ Giani |

### Girone 2
| Squadra    | P.ti | G | V | N | P | GF | GS | DR |
| ---------- | ---- | - | - | - | - | -- | -- | -- |
| 1. Monza   | 5    | 4 | 2 | 1 | 1 | 7  | 4  | +3 |
| 2. Lazio   | 4    | 4 | 2 | 0 | 2 | 7  | 5  | +2 |
| 3. Varese  | 4    | 4 | 1 | 2 | 1 | 3  | 3  | 0  |
| 4. Ternana | 4    | 4 | 2 | 0 | 2 | 4  | 8  | -4 |
| 5. Bologna | 3    | 4 | 1 | 1 | 2 | 5  | 6  | -1 |

| Arbitro: | Celli (Trieste) |

|                                           |           |  |
| Scaini 12’ Sanseverino 48’ Cantarutti 60’ | Marcatori |  |

| Arbitro: | Terpin (Trieste) |

|                           |           |             |
| Tresoldi 58’ Bardelli 80’ | Marcatori | 90’ Clerici |

| Arbitro: | Schena (Foggia) |

|                                               |           |                |
| Agostinelli 34’ (rig.) Anquilletti 51’ (aut.) | Marcatori | 43’ Cantarutti |

| Arbitro: | Bergamo (Livorno) |

|                         |           |             |
| La Torre 58’ Caccia 85’ | Marcatori | 7’ De Ponti |

| Arbitro: | Casarin (Milano) |

|              |           |  |
| De Ponti 19’ | Marcatori |  |

| Varese 28 agosto 1977, ore 20:45 CEST 3ª giornata | Varese                | 0 – 0 referto | Monza | Stadio Franco Ossola\| Arbitro: \| Governa (Alessandria) \| |
| Arbitro:                                          | Governa (Alessandria) |               |       |                                                             |

| Arbitro: | Lops (Torino) |

|                  |           |              |
| Paris 22’ (rig.) | Marcatori | 82’ Bardelli |

| Arbitro: | F.Panzino (Catanzaro) |

|                                   |           |            |
| Giordano 6’, 65’, 88’ D'Amico 44’ | Marcatori | 34’ Casone |

| Arbitro: | Agnolin (Bassano del Grappa) |

|                                             |           |                         |
| Silva 23’ Bellugi 40’ (aut.) Cantarutti 71’ | Marcatori | 60’ Maselli 61’ Fiorini |

| Arbitro: | Lattanzi (Roma) |

|            |           |  |
| Casone 77’ | Marcatori |  |

### Girone 3
| Squadra       | P.ti | G | V | N | P | GF | GS | DR |
| ------------- | ---- | - | - | - | - | -- | -- | -- |
| 1. Fiorentina | 8    | 4 | 4 | 0 | 0 | 9  | 3  | +6 |
| 2. Roma       | 6    | 4 | 3 | 0 | 1 | 7  | 5  | +2 |
| 3. Sampdoria  | 3    | 4 | 1 | 1 | 2 | 5  | 7  | -2 |
| 4. Modena     | 2    | 4 | 1 | 0 | 3 | 4  | 6  | -2 |
| 5. Rimini     | 1    | 4 | 0 | 1 | 3 | 3  | 7  | -4 |

| Arbitro: | Materassi (Firenze) |

|                   |           |                              |
| Bonafè 70’ (rig.) | Marcatori | 12’ Tuttino 80’ (rig.) Bedin |

| Arbitro: | Tonolini (Milano) |

|                |           |                       |
| Di Michele 12’ | Marcatori | 33’ Desolati 57’ Caso |

| Arbitro: | Ballerini (La Spezia) |

|  |           |                     |
|  | Marcatori | 25’, 85’ Bellinazzi |

| Arbitro: | Lo Bello (Siracusa) |

|             |           |                        |
| Monaldo 18’ | Marcatori | 45’, 77’ Di Bartolomei |

| Arbitro: | D'Elia (Salerno) |

|                     |           |  |
| Caso 6’ Casarsa 27’ | Marcatori |  |

| Arbitro: | G.Panzino (Catanzaro) |

|                                                   |           |                            |
| Maggiora 7’ Musiello 26’ Di Bartolomei 57’ (rig.) | Marcatori | 40’ Lorenzetti 73’ Berlini |

| Arbitro: | Terpin (Trieste) |

|                                             |           |                   |
| Desolati 1’, 84’ Antognoni 20’ Galdiolo 46’ | Marcatori | 12’, 76’ Saltutti |

| Arbitro: | Casarin (Milano) |

|             |           |                        |
| Mariani 51’ | Marcatori | 13’ Prati 74’ Musiello |

| Arbitro: | Gonella (Parma) |

|  |           |              |
|  | Marcatori | 23’ Desolati |

| Genova 4 settembre 1977, ore 17:00 CEST 5ª giornata | Sampdoria       | 0 – 0 referto | Rimini | Stadio Luigi Ferraris\| Arbitro: \| Simini (Torino) \| |
| Arbitro:                                            | Simini (Torino) |               |        |                                                        |

### Girone 4
| Squadra   | P.ti | G | V | N | P | GF | GS | DR |
| --------- | ---- | - | - | - | - | -- | -- | -- |
| 1. Torino | 7    | 4 | 3 | 1 | 0 | 7  | 3  | +4 |
| 2. Genoa  | 5    | 4 | 2 | 1 | 1 | 9  | 5  | +4 |
| 3. Lecce  | 4    | 4 | 1 | 2 | 1 | 3  | 3  | 0  |
| 4. Foggia | 3    | 4 | 1 | 1 | 2 | 8  | 11 | -3 |
| 5. Bari   | 1    | 4 | 0 | 1 | 3 | 2  | 7  | -5 |

| Arbitro: | Mattei (Macerata) |

|                                            |           |            |
| Ghetti 8’, 53’ Damiani 60’, 64’ Pruzzo 68’ | Marcatori | 11’ Nicoli |

| Arbitro: | G.Panzino (Catanzaro) |

|                      |           |  |
| Materazzi 29’ (aut.) | Marcatori |  |

| Arbitro: | Prati (Parma) |

|             |           |                         |
| Asnicar 68’ | Marcatori | 50’ Pruzzo 58’ Basilico |

| Arbitro: | Barbaresco (Cormons) |

|                                             |           |                            |
| Graziani 13’, 17’ Pulici 37’ Zaccarelli 89’ | Marcatori | 49’ Bergamaschi 65’ Bordon |

| Arbitro: | Patrussi (Arezzo) |

|                                                     |           |             |
| Gentile 39’, 59’ Papadopulo 43’ (aut.) Ulivieri 73’ | Marcatori | 62’ Asnicar |

| Arbitro: | Benedetti (Roma) |

|  |           |           |
|  | Marcatori | 9’ Pulici |

| Bari 31 agosto 1977, ore 17:30 CEST 4ª giornata | Bari             | 0 – 0 referto | Torino | Stadio della Vittoria\| Arbitro: \| Ciacci (Firenze) \| |
| Arbitro:                                        | Ciacci (Firenze) |               |        |                                                         |

| Arbitro: | Menicucci (Firenze) |

|                    |           |             |
| Damiani 26’ (rig.) | Marcatori | 84’ Sartori |

| Arbitro: | Esposito (Torre Annunziata) |

|                   |           |              |
| Luigi Delneri 38’ | Marcatori | 58’ Belluzzi |

| Arbitro: | Michelotti (Parma) |

|                      |           |            |
| Butti 13’ Pulici 40’ | Marcatori | 4’ Damiani |

### Girone 5
| Squadra      | P.ti | G | V | N | P | GF | GS | DR |
| ------------ | ---- | - | - | - | - | -- | -- | -- |
| 1. Inter     | 7    | 4 | 3 | 1 | 0 | 7  | 1  | +6 |
| 2. Ascoli    | 6    | 4 | 2 | 2 | 0 | 4  | 2  | +2 |
| 3. Atalanta  | 3    | 4 | 1 | 1 | 2 | 4  | 6  | -2 |
| 4. Cremonese | 3    | 4 | 1 | 1 | 2 | 2  | 4  | -2 |
| 5. Como      | 1    | 4 | 0 | 1 | 3 | 1  | 5  | -4 |

| Arbitro: | Lanzafame (Taranto) |

|                      |           |                |
| Piga 54’ Pircher 90’ | Marcatori | 50’ De Giorgis |

| Arbitro: | Ciulli (Roma) |

|  |           |                          |
|  | Marcatori | 61’ Altobelli 64’ Oriali |

| Bergamo 24 agosto 1977, ore 20:30 CEST 2ª giornata | Atalanta        | 0 – 0 referto | Como | Stadio Comunale\| Arbitro: \| Mascia (Milano) \| |
| Arbitro:                                           | Mascia (Milano) |               |      |                                                  |

| Milano 24 agosto 1977, ore 20:30 CEST 2ª giornata | Inter                 | 0 – 0 referto | Ascoli | Stadio San Siro\| Arbitro: \| F.Panzino (Catanzaro) \| |
| Arbitro:                                          | F.Panzino (Catanzaro) |               |        |                                                        |

| Arbitro: | Artico (Padova) |

|                           |           |           |
| Moro 7’ (rig.) Scorsa 32’ | Marcatori | 90’ Paina |

| Arbitro: | Castaldi (Vasto) |

|           |           |  |
| Motta 47’ | Marcatori |  |

| Ascoli Piceno 31 agosto 1977, ore 21:00 CEST 4ª giornata | Ascoli         | 0 – 0 referto | Cremonese | Stadio Cino e Lillo Del Duca\| Arbitro: \| Tani (Livorno) \| |
| Arbitro:                                                 | Tani (Livorno) |               |           |                                                              |

| Arbitro: | Serafino (Roma) |

|                                       |           |             |
| Altobelli 49’ Fedele 75’ Anastasi 87’ | Marcatori | 12’ Pircher |

| Arbitro: | Barbaresco (Cormons) |

|              |           |                          |
| Guidetti 31’ | Marcatori | 16’ Anzivino 86’Pasinato |

| Arbitro: | Menegali (Roma) |

|  |           |                        |
|  | Marcatori | 6’ Muraro 65’ Anastasi |

### Girone 6
| Squadra              | P.ti | G | V | N | P | GF | GS | DR |
| -------------------- | ---- | - | - | - | - | -- | -- | -- |
| 1. Napoli            | 8    | 4 | 4 | 0 | 0 | 11 | 3  | +8 |
| 2. Palermo           | 4    | 4 | 2 | 0 | 2 | 5  | 6  | -1 |
| 3. Lanerossi Vicenza | 3    | 4 | 1 | 1 | 2 | 6  | 7  | -1 |
| 4. Catanzaro         | 3    | 4 | 1 | 1 | 2 | 4  | 5  | -1 |
| 5. Avellino          | 2    | 4 | 1 | 0 | 3 | 3  | 8  | -5 |

| Arbitro: | Falasca (Chieti) |

|                        |           |  |
| Groppi 21’ Palanca 86’ | Marcatori |  |

| Arbitro: | Colasanti (Roma) |

|               |           |                   |
| Prestanti 63’ | Marcatori | 44’, 75’ Citterio |

| Arbitro: | Benedetti (Roma) |

|              |           |                      |
| Lombardi 11’ | Marcatori | 62’ Rosi 67’ Faloppa |

| Arbitro: | Reggiani (Bologna) |

|                                 |           |  |
| La Palma 58’ Savoldi 85’ (rig.) | Marcatori |  |

| Arbitro: | Pieri (Genova) |

|                         |           |                    |
| Borzoni 66’ Palanca 88’ | Marcatori | 69’ Rossi 89’ Rosi |

| Arbitro: | Ciulli (Roma) |

|                   |           |                                    |
| Chimenti 14’, 59’ | Marcatori | 15’ Savoldi 85’ Mocellin 88’ Massa |

| Arbitro: | Longhi (Roma) |

|                         |           |  |
| Gritti 6’ Chiarenza 26’ | Marcatori |  |

| Arbitro: | Gussoni (Tradate) |

|           |           |                     |
| Rossi 31’ | Marcatori | 12’ Pin 33’ Savoldi |

| Arbitro: | Lapi (Firenze) |

|                                |           |  |
| Savoldi 5’, 40’, 75’ Massa 21’ | Marcatori |  |

| Arbitro: | Schena (Foggia) |

|          |           |  |
| Majo 27’ | Marcatori |  |

### Girone 7
| Squadra      | P.ti | G | V | N | P | GF | GS | DR |
| ------------ | ---- | - | - | - | - | -- | -- | -- |
| 1. Taranto   | 6    | 4 | 2 | 2 | 0 | 7  | 2  | +5 |
| 2. Pescara   | 6    | 4 | 2 | 2 | 0 | 7  | 2  | +5 |
| 3. Perugia   | 6    | 4 | 2 | 2 | 0 | 4  | 1  | +3 |
| 4. Cagliari  | 2    | 4 | 1 | 0 | 3 | 5  | 11 | -6 |
| 5. Pistoiese | 0    | 4 | 0 | 0 | 4 | 1  | 8  | -7 |

| Arbitro: | Pieri (Genova) |

|  |           |                                |
|  | Marcatori | 56’ (rig.) Curi 87’ Speggiorin |

| Arbitro: | Milan (Treviso) |

|                                 |           |  |
| Gori 1’ Turini 29’ Iacovone 78’ | Marcatori |  |

| Pescara 24 agosto 1977, ore 21:00 CEST 2ª giornata | Pescara          | 0 – 0 referto | Taranto | Stadio Adriatico\| Arbitro: \| Lanese (Messina) \| |
| Arbitro:                                           | Lanese (Messina) |               |         |                                                    |

| Arbitro: | Lops (Torino) |

|  |           |          |
|  | Marcatori | 3’ Bagni |

| Arbitro: | Gazzari (Macerata) |

|                            |           |              |
| Ciampoli 12’ Magherini 22’ | Marcatori | 88’ Gattelli |

| Arbitro: | Serafino (Roma) |

|            |           |            |
| Amenta 50’ | Marcatori | 80’ Nobili |

| Perugia 31 agosto 1977, ore 20:45 CEST 4ª giornata | Perugia         | 0 – 0 referto | Taranto | Stadio Comunale di Pian di Massiano\| Arbitro: \| Gonella (Parma) \| |
| Arbitro:                                           | Gonella (Parma) |               |         |                                                                      |

| Arbitro: | Agnolin (Bassano del Grappa) |

|                                                   |           |           |
| Grop 21’ Zucchini 25’ Orazi 30’ Nobili 80’ (rig.) | Marcatori | 16’ Villa |

| Arbitro: | Magni (Bergamo) |

|  |           |                          |
|  | Marcatori | 40’ La Rosa 62’ Zucchini |

| Arbitro: | Falzier (Treviso) |

|                                                            |           |                                   |
| Longobucco 55’ (aut.) Selvaggi 60’, 81’ Panizza 64’ (rig.) | Marcatori | 35’ (aut.) Iacovone 74’ Marchetti |

Pescara e Taranto classificatesi al primo posto a parità di punti e di differenza reti, hanno dovuto disputare uno spareggio con gare di andata e ritorno.
| Arbitro: | Benedetti (Roma) |

|                        |           |                       |
| Nobili 63’ (rig.), 73’ | Marcatori | 37’ Iacovone 70’ Gori |

| Arbitro: | Agnolin (Bassano del Grappa) |

|                 |           |  |
| Gori 37’ (rig.) | Marcatori |  |

Taranto qualificato al secondo turno.

## Secondo turno
Il Milan parte dal secondo turno come detentore della Coppa Italia.

### Girone A
| Squadra       | P.ti | G | V | N | P | GF | GS | DR |
| ------------- | ---- | - | - | - | - | -- | -- | -- |
| 1. Inter      | 9    | 6 | 3 | 3 | 0 | 8  | 2  | +6 |
| 2. Fiorentina | 7    | 6 | 2 | 3 | 1 | 8  | 5  | +3 |
| 3. Torino     | 5    | 6 | 1 | 3 | 2 | 4  | 5  | -1 |
| 4. Monza      | 3    | 6 | 1 | 1 | 4 | 5  | 13 | -8 |

| Arbitro: | Falasca (Chieti) |

|                 |           |                                          |
| Sanseverino 66’ | Marcatori | 32’ Pulici 40’ Graziani 53’ (aut.) Gamba |

| Arbitro: | Paparesta (Bari) |

|                               |           |                   |
| Altobelli 46’ Gola 69’ (aut.) | Marcatori | 78’, 84’ Barducci |

| Arbitro: | Celli (Trieste) |

|  |           |                         |
|  | Marcatori | 63’ Anastasi 76’ Muraro |

| Torino 21 maggio 1978, ore 20:30 CET 2ª giornata | Torino             | 0 – 0 referto | Fiorentina | Stadio Comunale\| Arbitro: \| Reggiani (Bologna) \| |
| Arbitro:                                         | Reggiani (Bologna) |               |            |                                                     |

| Arbitro: | Simini (Torino) |

|                                 |           |  |
| Della Martira 62’ Sacchetti 76’ | Marcatori |  |

| Arbitro: | Lo Bello (Siracusa) |

|            |           |  |
| Muraro 48’ | Marcatori |  |

| Arbitro: | Materassi (Firenze) |

|                    |           |              |
| Mozzini 51’ (rig.) | Marcatori | 84’ Acanfora |

| Firenze 28 maggio 1978, ore 20:45 CEST 4ª giornata | Fiorentina    | 0 – 0 referto | Inter | Stadio Comunale\| Arbitro: \| Prati (Parma) \| |
| Arbitro:                                           | Prati (Parma) |               |       |                                                |

| Arbitro: | Foschi (Forlì) |

|                       |           |  |
| Barducci 9’ Sella 85’ | Marcatori |  |

| Arbitro: | Governa (Alessandria) |

|                                    |           |  |
| Muraro 10’ Pavone 32’ Anastasi 38’ | Marcatori |  |

| Arbitro: | Lanese (Messina) |

|                                          |           |                      |
| Blangero 32’ Cantarutti 43’ Acanfora 78’ | Marcatori | 1’, 86’ (rig.) Sella |

| Torino 6 giugno 1978, ore 21:30 CEST 6ª giornata | Torino            | 0 – 0 referto | Inter | Stadio Comunale\| Arbitro: \| Bergamo (Livorno) \| |
| Arbitro:                                         | Bergamo (Livorno) |               |       |                                                    |

### Girone B
| Squadra     | P.ti | G | V | N | P | GF | GS | DR |
| ----------- | ---- | - | - | - | - | -- | -- | -- |
| 1. Napoli   | 8    | 6 | 3 | 2 | 1 | 10 | 2  | +8 |
| 2. Milan    | 8    | 6 | 3 | 2 | 1 | 11 | 5  | +6 |
| 3. Juventus | 5    | 6 | 2 | 1 | 3 | 7  | 14 | -7 |
| 4. Taranto  | 3    | 6 | 0 | 3 | 3 | 3  | 10 | -7 |

| Arbitro: | Lanese (Messina) |

|            |           |                  |
| Turini 39’ | Marcatori | 71’ Valentinuzzi |

| Arbitro: | Pieri (Genova) |

|                                   |           |  |
| Savoldi 1’, 52’, 61’, 70’ Pin 74’ | Marcatori |  |

| Arbitro: | Mascia (Milano) |

|            |           |           |
| Caputi 90’ | Marcatori | 70’ Fanna |

| Arbitro: | Benedetti (Roma) |

|             |           |             |
| Sartori 76’ | Marcatori | 27’ Savoldi |

| Arbitro: | Ciulli (Roma) |

|  |           |                                    |
|  | Marcatori | 56’ Calloni 72’ Rivera 76’ Sartori |

| Arbitro: | G.Panzino (Catanzaro) |

|                      |           |  |
| Capone 47’, 73’, 89’ | Marcatori |  |

| Arbitro: | Colasanti (Roma) |

|                 |           |  |
| Sartori 1’, 35’ | Marcatori |  |

| Arbitro: | Tonolini (Milano) |

|             |           |  |
| Spinosi 44’ | Marcatori |  |

| Arbitro: | Tani (Livorno) |

|                                          |           |            |
| Gasperini 15’ Schincaglia 17’ Virdis 75’ | Marcatori | 28’ Serato |

| Arbitro: | Longhi (Roma) |

|             |           |  |
| Savoldi 77’ | Marcatori |  |

| Arbitro: | Reggiani (Bologna) |

|                                               |           |                           |
| Bigon 26’, 67’ Sartori 45’ Buriani 59’ (rig.) | Marcatori | 73’ Bozzi 80’ Schincaglia |

| Taranto 6 giugno 1978, ore 16:00 CEST 6ª giornata | Taranto       | 0 – 0 referto | Napoli | Stadio Erasmo Iacovone\| Arbitro: \| Redini (Pisa) \| |
| Arbitro:                                          | Redini (Pisa) |               |        |                                                       |

## Finale
| Squadra 1 | Risultato | Squadra 2 |
| --------- | --------- | --------- |
| Inter     | 2 - 1     | Napoli    |

| Arbitro: | Menicucci (Firenze) |

| |            | |
| Altobelli 18’ Bini 87’ | Marcatori  | 6’ Restelli |
| Renato Cipollini Nazzareno Canuti Adriano Fedele (58' Odoacre Chierico) Giuseppe Baresi Angiolino Gasparini Graziano Bini Alessandro Scanziani Gabriele Oriali Alessandro Altobelli Gianpiero Marini Carlo Muraro (89' Pietro Anastasi) | Formazioni | Massimo Mattolini Giuseppe Bruscolotti Antonio La Palma Maurizio Restelli Moreno Ferrario Francesco Stanzione Claudio Vinazzani Antonio Juliano Giuseppe Savoldi Pellegrino Valente (62' Enzo Mocellin) Luciano Chiarugi |
| Eugenio Bersellini | Allenatori | Gianni Di Marzio |